# Adventuress
L’Adventuress est une goélette à voiles auriques en bois construit en 1913 sur un chantier naval d'East Boothbay dans le Maine.
Elle est répertoriée en tant que National Historic Landmark depuis 1989.
Elle est actuellement exploitée par l'association à but non lucratif Sound Experience et il est basé à Port Townsend dans l'État de Washington.

## Histoire
À l'origine, l’Adventuress a été conçue pour la navigation en Alaska. Sa première mission, effectuée par le capitaine Borden, avait été d'aller essayer d'attraper une baleine boréale au cap Horn pour un musée ; mais elle revint bredouille.
L'année suivante, elle est vendue à la San Francisco Bar Pilots Association   qui l'exploite durant 35 ans comme cargo pour les îles Farallon.
Au cours de la Seconde Guerre mondiale elle sert à l'US Coast Guard dans la baie de San Francisco.
Dans les années 1960, l’Adventuress navigue dans les eaux de Seattle et change plusieurs fois de propriétaires.
Elle est rachetée par Monty Morton et Ernestine Bennett pour l'association Youth Adventures, Inc. qui s'en servira comme navire-école. Le bateau subira quelques restaurations pour retrouver une partie de ses lignes primitives.
Aujourd'hui, l’Adventuress est la propriété de l'association Sound Experience qui mène un programme d'éducation à l'environnement dans le Puget Sound.
Le 23 juin 2008, elle s'échoue dans le passage Wasp des îles San Juan. Les membres d'équipage et les passagers sont récupérés sans danger, la goélette n'ayant subi que de légères avaries.